# Ragnar Widestedt
Ragnar Widestedt (3 de mayo de 1887 - 4 de febrero de 1954) fue un actor, cantante, director y compositor de nacionalidad sueca.

## Biografía
Nacido en Njurunda, Provincia de Västernorrland, Suecia, su nombre completo era Eric Ragnar Widestedt. 
Ragnar Widestedt se formó en la escuela del Teatro Dramaten en 1906 y 1907. Tras graduarse, actuó en diversas compañías de teatro itinerante. En 1916 inició una colaboración con el "rey teatral" Albert Ranft, y debutó en Estocolmo en 1918 en el Intima Teatern.
La primera actuación de Widestedt en el cine llegó en 1916 con la cinta finlandesa Tuhlaajapoika, actuando a lo largo de su carrera en un total de 68 producciones. Además de trabajar en el cine y el teatro, compuso diferentes melodías, con letras en algún caso de Nils Ferlin. Una de sus composiciones, Sjung din hela längtan ut, fue interpretada por Jussi Björling.
Widestedt estuvo casado con la cantante de opereta Gudrun Folmer-Hansen 1920–1928, y fue padre del actor Gerd Widestedt. 
Ragnar Widestedt falleció en Estocolmo, Suecia, en 1954. Fue enterrado en el Cementerio de la Iglesia Sundsvall Gustav Adolf.

## Teatro

### Actor
- 1918 : Narren, de Peter Egge y Rune Carlsten, escenografía de Rune Carlsten, Komediteatern[2]
- 1918 : Skandalskolan, de Richard Brinsley Sheridan, escenografía de Einar Fröberg, Komediteatern[3]
- 1919 : Ett experiment, de Hjalmar Bergman, escenografía de Einar Fröberg, Komediteatern[4]
- 1919 : Byggmästare Solness, de Henrik Ibsen, escenografía de Einar Fröberg, Komediteatern[5]
- 1919 : Furstens återkomst, de August Brunius, escenografía de Einar Fröberg, Komediteatern[6]
- 1919 : En gammal ungkarls moral, de William J. Locke, escenografía de Albert Ståhl, Komediteatern[7]
- 1919 : Hertiginnans halsband, de Wolfgang Polaczek y Hugo Schönbrunn, escenografía de Knut Nyblom, Vasateatern[8]
- 1920 : Ska vi - eller inte?, de Jens Locher, escenografía de Knut Nyblom, Vasateatern[9]
- 1920 : Mrs Taradines inkvartering, de F. Tennyson Jesse y Harold Marsh Harwood, escenografía de Knut Nyblom, Vasateatern[10]
- 1921 : En fransysk visit, de Reginald Berkeley, escenografía de Nils Johannisson, Vasateatern[11]
- 1921 : Dansflugan, de Marcel Gerbidon y Paul Armont, escenografía de Knut Nyblom, Vasateatern[12]
- 1921 : Jag måste ha Adrienne, de Louis Verneuil, escenografía de Knut Nyblom, Vasateatern[13]
- 1922 : Tredje skottet, de Channing Pollock, escenografía de Nils Johannisson, Vasateatern[14]
- 1923 : Andra bröllopsnatten, de Maurice Hennequin, escenografía de Knut Nyblom, Vasateatern[15][16]
- 1923 : Bläckplumpen, de Ernest Vajda, escenografía de Knut Nyblom, Vasateatern[17][18]
- 1923 : Hasard, de Alfred Savoir, escenografía de Knut Nyblom, Vasateatern[19]
- 1923 :  Jag är skyldig dig en hustru, de Yves Mirande y Henri Géroule, escenografía de Knut Nyblom, Vasateatern[20]
- 1924 : På hal is, de Franz Arnold y Ernst Bach, escenografía de Knut Nyblom, Vasateatern[21]
- 1924 : Krokodilen, de Karl Strecker, escenografía de Knut Nyblom, Vasateatern[22]
- 1924 : Lilla Busses bröllop, de Richard Kessler, escenografía de Knut Nyblom, Vasateatern[23]
- 1924 : Hans oäkta dotter, de Pierre Chaine, escenografía de Knut Nyblom, Vasateatern[24]
- 1925 : Bulldoggen, de H. C. McNeile, escenografía de Ragnar Widestedt, Vasateatern[25]
- 1925 : Fröken X, Box 1742, de Cyril Harcourt, escenografía de Rune Carlsten, Djurgårdsteatern[26]
- 1926 : Slag i slag, de Emil Norlander, Södra Teatern[27]
- 1926 : Kör till Södran, Södra Teatern[28]
- 1926 : Mina damer och herrar, de Svasse Bergquist & Co, Södra Teatern[29]
- 1928 : Broadway, de Philip Dunning y George Abbott, escenografía de Mauritz Stiller, Oscarsteatern[30]
- 1930 : Bruden, de Stuart Oliver y George M. Middleton, escenografía de Rune Carlsten, Oscarsteatern[31]
- 1936 : Cassini de Paris, de Rudolf Lothar y Hans Adler,  escenografía de Harry Roeck Hansen, Vasateatern[32]
- 1937 : Min son ministern, de André Birabeau, escenografía de Martha Lundholm, Vasateatern[33][34]
- 1938 : Värmlänningarna, de Fredrik August Dahlgren y Andreas Randel, escenografía de Ernst Eklund, Skansens friluftsteater[35]
- 1942 : Natten till den 17 januari, de Ayn Rand, escenografía de Per-Axel Branner, Teatro Edison[36]

### Director
- 1924 : Trettio dagar, de Augustus Thomas, Vasateatern
- 1924 : Vår lilla fru, de Avery Hopwood, Vasateatern[37]
- 1925 : Bulldoggen, de H. C. McNeile, Vasateatern

## Teatro radiofónico
- 1941 : John Blundqvist, de Berndt Carlberg, dirección de Carl-Otto Sandgren[38]

## Selección de su filmografía

### Actor
- 1952 : Adolf i toppform
- 1951 : Livat på luckan
- 1950 : Loffe blir polis
- 1946 : Pengar - en tragikomisk saga
- 1945 : Trötte Teodor
- 1944 : Den osynliga muren
- 1944 : Mitt folk är icke ditt
- 1944 : En dotter född
- 1943 : En flicka för mej
- 1943 : Aktören
- 1943 : Herr Collins äventyr
- 1942 : Halta Lottas krog
- 1942 : Morgondagens melodi
- 1942 : I gult och blått
- 1942 : En trallande jänta
- 1941 : Tåget går klockan 9
- 1941 : Livet går vidare
- 1941 : Lärarinna på vift
- 1940 : Karusellen går
- 1940 : Hjältar i gult och blått
- 1940 : Snurriga familjen
- 1940 : ... som en tjuv om natten
- 1940 : Alle man på post
- 1940 : Vi tre
- 1940 : Med dej i mina armar
- 1939 : Filmen om Emelie Högqvist
- 1939 : Melodin från Gamla Stan
- 1938 : Du gamla du fria
- 1938 : Karriär
- 1938 : På kryss med Albertina
- 1938 : Milly, Maria och jag
- 1938 : Kamrater i vapenrocken
- 1937 : Familjen Andersson
- 1937 : Adolf Armstarke
- 1937 : En sjöman går i land
- 1937 : En flicka kommer till sta'n
- 1936 : Spöket på Bragehus
- 1935 : Äktenskapsleken
- 1935 : Kanske en gentleman
- 1933 : Hemliga Svensson
- 1933 : Hemslavinnor
- 1933 : Luftens Vagabond
- 1932 : Service de nuit
- 1932 : Jag gifta mig – aldrig
- 1931 : Trötte Teodor
- 1931 : Skepparkärlek
- 1931 : En kvinnas morgondag
- 1931 : Trådlöst och kärleksfullt
- 1931 : Lika inför lagen
- 1930 : Den farliga leken
- 1920 : Herr och fru Stockholm
- 1919 : Dunungen
- 1917 : Skuggan av ett brott
- 1917 : Allt hämnar sig
- 1916 : Tuhlaajapoika

### Director
- 1923 : Hemslavinnor
- 1931 : En kärleksnatt vid Öresund
- 1933 : Hemslavinnor
- 1933 : Den ny husassistent
- 1935 : Äventyr i pyjamas